# Theodor Gebre Selassie
Theodor Gebre Selassie (sinh ngày 24 tháng 12 năm 1986) là một cầu thủ bóng đá chuyên nghiệp người Séc thi đấu cho câu lạc bộ Werder Bremen của Đức, anh đá ở cả vị trí hậu vệ phải lẫn hậu vệ cánh. Anh có 54 Lần ra sán và ghi ba bàn thắng trong màu áo tuyển quốc gia Séc.
Sau khi giành chức vô địch quốc gia Séc cùng Slavia Prague năm 2008 và Slovan Liberec 4 năm sau đó, anh đã ký hợp đồng với Bremen một giao kéo dài 4 năm.
Gebre Selassie có trận ra mắt tuyển quốc gia Séc vào năm 2011, trở thành cầu thủ gốc Phi đầu tiên làm được điều này. Anh từng được lựa chọn vào đội hình tuyển Séc dự Giải vô địch bóng đá châu Âu 2012 và Giải vô địch bóng đá châu Âu 2016.

## Đời tư
Gebre Selassie chào đời năm 1986 tại Třebíč ở đất nước Tiệp Khắc cũ. Cha anh, ông Chamola, là người Ethiopia và đến Tiệp Khắc với tư cách bác sĩ trong thời kỳ cộng sản. Mẹ anh, bà Jana là một người Séc và làm giáo viên. Gebre Selassie có một cô em gái tên là Anna hiện là tuyển thủ của đội tuyển bóng ném nữ quốc gia Cộng hòa Séc.

## Sự nghiệp cấp câu lạc bộ

### Đầu sự nghiệp tại Cộng hòa Séc
Gebre Selassie bắt đầu nghiệp bóng đá vào năm 1992, anh trưởng thành tại hệ thống đào tạo trẻ của Séc. 6 năm sau, anh là thành viên của đội trẻ câu lạc bộ Velké Meziříčí. Sau đấy anh chuyển đến Vysočina Jihlava, nơi anh thi đấu cho đội trẻ của câu lạc bộ từ năm 1998 đến 2005.
Vì có gia đình ưu tiên việc học, Gebre Selassie sau đó gần như bỏ bóng đá để tập trung lấy bằng đại học. Tuy nhiên sau cùng anh vẫn lựa chọn đầu quân cho  Velké Meziříčí vào năm 2005.
Tiếp đó Gebre Selassie có thời gian ngắn gắn bó với Slavia Prague ở mùa giải 2007–08, cùng lúc ấy anh đã giành chức vô địch quốc gia Séc. Kế đó anh chơi bóng Slovan Liberec và một lần nữa nâng cao chức vô địch quốc gia ở mùa 2011–12.

### Werder Bremen
Sau khi chơi 4 trận cho Cộng hòa Séc tại Giải vô địch bóng đá châu Âu 2012, Gebre Selassie được câu lạc bộ Werder Bremen đến từ giải Bundesliga của Đức ký hợp đồng dài 4 năm vào ngày 22 tháng 6 năm. Ngày 24 tháng 8 năm 2012, anh ghi bàn trong trận đầu tiên của Bremen ở mùa giải mới, anh ghi bàn gỡ hòa nhưng không thể giúp đội tránh khỏi thất bại sân khách 1–2 trước nhà đương kim vô địch Borussia Dortmund. Gebre Selassie có 24 lần đá chính ở mùa giải ấy, bàn thắng vào ngày giải khai mạc cũng là bàn thắng duy nhất của anh mùa đó.

## Thống kê sự nghiệp

### Câu lạc bộ
Tính đến 26 tháng 2 năm 2021
| Câu lạc bộ         | Mùa                | Hạng đấu           | Giải    | Giải      | Cúp     | Cúp       | Cúp châu Âu | Cúp châu Âu | Khác    | Khác      | Tổng cộng | Tổng cộng |
| Câu lạc bộ         | Mùa                | Hạng đấu           | Số trận | Bàn thắng | Số trận | Bàn thắng | Số trận     | Bàn thắng   | Số trận | Bàn thắng | Số trận   | Bàn thắng |
| ------------------ | ------------------ | ------------------ | ------- | --------- | ------- | --------- | ----------- | ----------- | ------- | --------- | --------- | --------- |
| Slavia Prague      | 2007–08            | Czech First League | 9       | 0         | —       | —         | —           | —           | —       | —         | 9         | 0         |
| Slavia Prague      | 2008–09            | Czech First League | 2       | 0         | —       | —         | 1           | 0           | —       | —         | 3         | 0         |
| Slavia Prague      | Tổng cộng          | Tổng cộng          | 11      | 0         | 0       | 0         | 1           | 0           | 0       | 0         | 12        | 0         |
| Slovan Liberec     | 2008–09            | Czech First League | 21      | 1         | —       | —         | —           | —           | —       | —         | 21        | 1         |
| Slovan Liberec     | 2009–10            | Czech First League | 17      | 2         | —       | —         | 4           | 0           | —       | —         | 21        | 2         |
| Slovan Liberec     | 2010–11            | Czech First League | 29      | 0         | —       | —         | —           | —           | —       | —         | 29        | 0         |
| Slovan Liberec     | 2011–12            | Czech First League | 30      | 5         | 4       | 0         | —           | —           | —       | —         | 34        | 5         |
| Slovan Liberec     | Tổng cộng          | Tổng cộng          | 97      | 8         | 4       | 0         | 4           | 0           | 0       | 0         | 105       | 8         |
| Werder Bremen      | 2012–13            | Bundesliga         | 27      | 1         | 1       | 0         | —           | —           | —       | —         | 28        | 1         |
| Werder Bremen      | 2013–14            | Bundesliga         | 29      | 2         | 1       | 0         | —           | —           | —       | —         | 30        | 2         |
| Werder Bremen      | 2014–15            | Bundesliga         | 26      | 3         | 2       | 0         | —           | —           | —       | —         | 28        | 3         |
| Werder Bremen      | 2015–16            | Bundesliga         | 33      | 1         | 5       | 0         | —           | —           | —       | —         | 38        | 1         |
| Werder Bremen      | 2016–17            | Bundesliga         | 30      | 5         | 1       | 0         | —           | —           | —       | —         | 31        | 5         |
| Werder Bremen      | 2017–18            | Bundesliga         | 32      | 3         | 4       | 0         | —           | —           | —       | —         | 36        | 3         |
| Werder Bremen      | 2018–19            | Bundesliga         | 32      | 3         | 4       | 0         | —           | —           | —       | —         | 36        | 3         |
| Werder Bremen      | 2019–20            | Bundesliga         | 28      | 2         | 2       | 0         | —           | —           | 2       | 0         | 32        | 2         |
| Werder Bremen      | 2020–21            | Bundesliga         | 22      | 2         | 3       | 1         | —           | —           | –       | –         | 25        | 3         |
| Werder Bremen      | Tổng cộng          | Tổng cộng          | 259     | 22        | 23      | 1         | 0           | 0           | 2       | 0         | 284       | 23        |
| Tổng kết sự nghiệp | Tổng kết sự nghiệp | Tổng kết sự nghiệp | 367     | 30        | 27      | 1         | 5           | 0           | 2       | 0         | 399       | 31        |

1. ↑  gồm có Cúp bóng đá Séc và Cúp bóng đá Đức
2. ↑  gồm có UEFA Europa League và UEFA Champions League
3. ↑  Số trận ra sân tại vòng play-off thăng/xuống hạng của Bundesliga

### Cấp đội tuyển
Nguồn:
| Tuyển quốc gia | Năm       | Số trận | Bàn thắng |
| -------------- | --------- | ------- | --------- |
| Cộng hòa Séc   | 2011      | 7       | 0         |
| Cộng hòa Séc   | 2012      | 12      | 1         |
| Cộng hòa Séc   | 2013      | 8       | 0         |
| Cộng hòa Séc   | 2014      | 1       | 0         |
| Cộng hòa Séc   | 2015      | 4       | 0         |
| Cộng hòa Séc   | 2016      | 7       | 0         |
| Cộng hòa Séc   | 2017      | 6       | 2         |
| Cộng hòa Séc   | 2018      | 7       | 0         |
| Cộng hòa Séc   | 2019      | 2       | 0         |
| Tổng cộng      | Tổng cộng | 54      | 3         |

Tỉ số và kết quả liệt kê bàn thắng của Cộng hòa Séc trước.
| # | Ngày                 | Nơi tổ chức                                | Đối thủ    | Tỉ số | Kết quả | Giải đấu                                     |
| - | -------------------- | ------------------------------------------ | ---------- | ----- | ------- | -------------------------------------------- |
| 1 | 12 tháng 10 năm 2012 | Stadion města Plzně, Plzeň, Cộng hòa Séc   | Malta      | 1–0   | 3–1     | Vòng loại giải vô địch bóng đá thế giới 2014 |
| 2 | 26 tháng 3 năm 2017  | San Marino Stadium, Serravalle, San Marino | San Marino | 4–0   | 6–0     | Vòng loại giải vô địch bóng đá thế giới 2018 |
| 3 | 10 tháng 6 năm 2017  | Ullevaal Stadion, Oslo, Na Uy              | Na Uy      | 1–0   | 1–1     | Vòng loại Giải vô địch bóng đá thế giới 2018 |

## Danh hiệu
Slavia Prague
- Giải vô địch quốc gia Séc: 2007–08

Slovan Liberec
- Giải vô địch quốc gia Séc: 2011–12

Cộng hòa Séc
- Huy chương đồng China Cup: 2018[7]